# Josef Kugler (Radsportler)

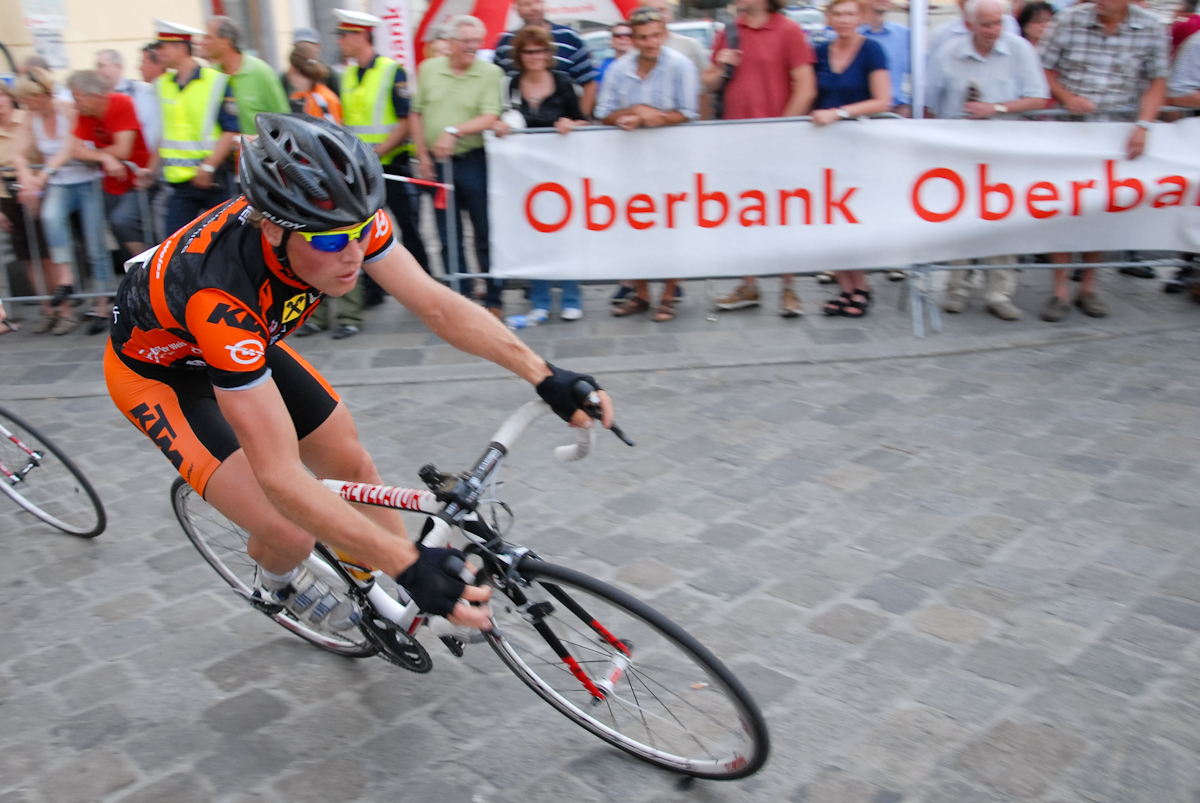
Josef Kugler beim Radkriterium in Linz 2010

Josef Kugler (* 5. Februar 1984) ist ein ehemaliger österreichischer Radrennfahrer.

## Karriere
Josef Kugler nahm 2002 bei der Junioren-Weltmeisterschaft in Zolder auf dem Circuit Zolder teil. 2003 kam er in das U-23-Nationalteam und wurde im Oktober 2003 ins Heeressportzentrum (HSZ) in Südstadt einberufen. 2005 erreichte er mit dem Team bei der Militärweltmeisterschaft in Zegrze (Polen) die Bronzemedaille. Im selbigen Jahr nahm er an der U23-Europameisterschaft in Moskau sowie bei der Weltmeisterschaft in Madrid sowie im Jahr 2006 an der Straßen-Radweltmeisterschaft in Salzburg.
Kugler fuhr von 2007 bis 2010 für das Arbö-KTM-Junkers-Team. Er nahm 2008 und 2009 mit dem Team ARBÖ Gebrüder Weiss-Oberndorfer an der Österreich-Rundfahrt, dem größten österreichischem Etappenrennen, teil. Zu seinen Erfolgen zählen der dritte Platz bei den österreichischen Staatsmeisterschaften in Großraming 2010 sowie der siebte Gesamtrang bei der Tour de Hokkaidō in Japan 2009.
Wegen Dopingverdachts wurde Kugler im Juli 2010 vor der Österreich-Rundfahrt ausgeschlossen. Die nationale Doping-Agentur NADA leitete ein Verfahren gegen ihn ein und sperrte ihn für zwei Jahre.
Am 21. März 2012 wurde bekannt, dass Ex-Langläufer Christian Hoffmann die Entscheidungsfindung in seinem Fall unerlaubt oder versehentlich aufgezeichnet hatte, welche dann der Kronen Zeitung zugespielt wurde. Das Protokoll dieser Aufzeichnung wurde von der Krone veröffentlicht und ließ erhebliche Zweifel an der Objektivität des Verfahrens gegen Christian Hoffmann aufkommen. Die Rechtskommission der nationalen Doping-Agentur NADA, welche auch im Fall Josef Kugler tätig war, wurde daraufhin am 30. März 2012 ihres Amtes enthoben und der Geschäftsführer Andreas Schwab legte sein Amt zurück.
Am 7. Mai 2024 veröffentlichte der Europäische Gerichtshof, dass die einschlägigen nationalen Rechtsvorschriften nicht gewährleisten, dass die Mitglieder der Österreichischen Anti-Doping Rechtskommission und die Mitglieder der Unabhängigen Schiedskommission vor unmittelbarem oder mittelbarem Druck von außen, der Zweifel an ihrer Unabhängigkeit aufkommen lassen könnte, geschützt sind, so dass diese Einrichtungen dem Erfordernis der Unabhängigkeit eines Gerichts hinsichtlich des externen Aspekts nicht genügt.

## Beruflicher Werdegang
Josef Kugler war nach seiner Ausbildung zum Elektriker als Spezialist im Sozialversicherungsrecht eingesetzt. 2021 absolvierte er berufsbegleitend ein Studium der Rechtswissenschaft an der Universität Linz, welches er mit dem akademischen Grad Magister abschloss. Seitdem ist er als Jurist tätig.

## Teams
- 2008 ARBÖ-KTM-Junkers
- 2009 KTM-Junkers
- 2010 ARBÖ KTM-Gebrüder Weiss
- 2011 ARBÖ Gebrüder Weiss-Oberndorfer (bis 16. Mai)